# Willamis de Souza Silva
Willamis de Souza Silva, mais conhecido como Souza (Maceió, 4 de fevereiro de 1979), é um ex-futebolista brasileiro que atuou como meia-atacante. Atualmente é comentarista esportivo do programa Os Donos da Bola, da Rede Bandeirantes, e do canal do YouTube CazéTV.

## Carreira
Começou sua carreira no CSA, em 1998. Na passagem pela equipe alagoana, ele foi um dos destaques da conquista do estadual de 1999 e pela campanha extraordinária na Copa Conmebol de 1999, quando foi vice-campeão jogando numa equipe que disputava a Série C do Brasileiro, o que chamou atenção de clubes estrangeiros. Em 2000, o meia foi contratado pelo Botafogo, do Rio de Janeiro e chegou a peso de ouro no clube carioca. Chegou a ser comparado até ao meia Rivaldo. Souza foi inscrito no Torneio Rio-São Paulo daquele ano, mas decepcionou. Souza não conseguia jogar mais do que um tempo de jogo, era sempre substituído no intervalo por cansaço. Foi barrado da equipe titular e poucas vezes atuou depois disso.
Saindo do Botafogo, passou por outros clubes, mas não conseguiu destaque, só então na Portuguesa Santista, voltou a jogar bem. Sua passagem pelo time do litoral paulista fez com que o São Paulo o contratasse.

### São Paulo
No São Paulo, começou timidamente entre os reservas mas pouco a pouco foi ganhando espaço na equipe. Com a saída de Cicinho do clube, ganhou a vaga do mesmo e jogou como ala-direito. Souza acabou sendo um dos símbolos do então São Paulo que ganhou o Mundial, a Libertadores, o Bicampeonato brasileiro e o Campeonato Paulista, entre 2005 e 2007. Souza atuou como ala-direito, volante e meia, mostrando além de uma ótima técnica, versatilidade e inteligência em campo.

### PSG
Após quase cinco anos no Tricolor Paulista, Souza acertou sua transferência por três anos e meio para o Paris Saint-Germain, da França, por aproximadamente € 4 milhões de euros.
Fez sua estreia pelo PSG, contra o Le Mans, no dia 5 de fevereiro de 2008, entrando em campo no segundo tempo, mas fazendo um restante de partida apagada.

### Grêmio
No dia 10 de julho, o Grêmio anunciou a contratação de Souza junto ao PSG, por empréstimo, para substituir o apoiador Roger, que foi para o Qatar Sports Club. O jogador ficaria, inicialmente, por um ano no Estádio Olímpico.
Após ser liberado legalmente para jogar em 1 de agosto, Souza fez sua estreia pelo Grêmio, no dia 3 de agosto, contra o Vitória, pela décima sétima rodada do Campeonato Brasileiro, entrando aos trinta minutos do segundo tempo e dando a assistência para o gol de Reinaldo.
Seu primeiro gol marcado com a camisa do Grêmio ocorreu em 21 de agosto. Em partida válida pelo Campeonato Brasileiro, Souza marcou o único gol do Tricolor contra o Flamengo, no estádio do Maracanã, aos 37 minutos do segundo tempo, batendo falta da intermediária. Seu segundo gol pelo Grêmio foi marcado em 23 de novembro, contra o Vitória, ao quarenta e seis minutos do segundo tempo, no Estádio Barradão, na mesma competição em que ele marcou seu primeiro gol. Com atuações sólidas, Souza acabou a temporada de 2008 como titular do time do Grêmio. Neste mesmo ano, ele se sagrou vice-campeão do Campeonato Brasileiro.
Declarou que pretendia ficar no clube, o Paris Saint-Germain chegou a pedir R$ 6 milhões e a direção gremista já procura meios para adquiri-lo em definitivo, já que o clube francês não aceita prorrogar o empréstimo. Apesar do jogador e de seu empresário, Jorge Machado, terem dado entrevistas afirmando o desejo do atleta em permanecer no clube porto-alegrense, Souza teria dito a jornais franceses que "não pode dizer à imprensa brasileira que quer deixar o Grêmio. e que gostaria de retornar ao PSG". Contudo, no dia 7 de junho de 2009, o meio-campo rechaçou a possibilidade de voltar para a França, dizendo que não falou com jornais franceses e que "queria muito ficar no Grêmio"...
No dia 2 de julho de 2009, Souza foi comprado em definitivo pelo Grêmio. O clube gastou 2 milhões de euros com a ajuda de investidores para contratar o atleta.
Souza foi o artilheiro do Grêmio na Copa Libertadores de 2009, com seis gols marcados em doze jogos disputados.

### Fluminense
Em 2011, depois de pouco espaço no Grêmio, acertou com o Fluminense para ser substituto imediato do Deco, mas com a lesão de Deco continuou no banco de reservas por não ter rendido o suficiente.

### Cruzeiro
Após acertar sua rescisão de contrato com o Fluminense, Souza assinou em 25 de abril de 2012, por 2 anos com o Cruzeiro.

### Portuguesa
Em janeiro de 2013, no entanto, Souza foi incluído na negociação de Ananias para o Cruzeiro e, seguindo o caminho inverso do armador, desembarca na Portuguesa para a temporada vindoura. Ao se apresentar à Lusa, Souza falou no seu desejo de fazer história no clube.
Seu primeiro gol vestindo a camisa da Lusa aconteceu no dia 20 de fevereiro de 2013. Jogando na Arena Barueri, contra os donos da casa (Grêmio Barueri), Souza fez um golaço aos 47 minutos do 2º tempo. Acertou um chute, de fora da área, no ângulo. Foi o gol da virada, que decretou a vitória da Portuguesa 2x1.

### Ceará
No dia 24 de dezembro de 2013, acertou com o Ceará por 1 temporada, sua transferência foi livre, pois seu contrato com o Cruzeiro encerrou-se dia 31 de dezembro de 2013. No dia 23 de outubro de 2014, tendo sido contratado como estrela, não rendeu o suficiente para convencer a diretoria e a torcida, e como havia um dos maiores salários do time, em torno de R$ 100 mil reais, acabou tendo seu contrato rescindido.

### Passo Fundo
Em fevereiro de 2015, Souza acertou com o Passo Fundo, até o final do Gauchão.

### Caxias
No dia 18 de abril de 2015, Souza acertou com o Caxias para a disputa do Campeonato Brasileiro de Futebol de 2015 - Série C. O acordo foi divulgado pelo antigo companheiro de São Paulo e atual vice presidente de futebol do Caxias, Washington Stecanela Cerqueira.

### Retorno ao Passo Fundo
Em 2016, Souza foi anunciado para atuar novamente pelo Passo Fundo, até o final do Gauchão.

### Brasiliense
Em novembro de 2016, Souza acertou com o Brasiliense para a temporada de 2017.

### Murici
No dia 22 de janeiro de 2020, assinou com o Murici, retornando ao futebol alagoano após quase 20 anos.

## Títulos
CSA
- Campeonato Alagoano: 1999

Portuguesa Santista
- Campeonato Paulista do Interior de Futebol: 2003

São Paulo
- Campeonato Paulista: 2005
- Copa Libertadores: 2005
- Mundial de Clubes da FIFA: 2005[23]
- Campeonato Brasileiro: 2006, 2007

Paris Saint-Germain
- Copa da Liga Francesa: 2007–08

Grêmio
- Campeonato Gaúcho: 2010
- Taça Fronteira da Paz: 2010

Fluminense
- Taça Guanabara: 2012
- Campeonato Carioca: 2012

Portuguesa
- Campeonato Paulista - Série A2: 2013

Ceará
- Copa dos Campeões Cearenses: 2014
- Campeonato Cearense: 2014

Brasiliense
- Campeonato Brasiliense de Futebol: 2017

## Prêmios individuais
- Bola de Prata: 2006
- Seleção do Campeonato Brasileiro: 2006
- Seleção do Campeonato Gaúcho: 2009